# 吕卡·桑切斯
吕卡·桑切斯（法語：Luca Sanchez，1999年3月18日—），法国男子网球运动员。
桑切斯与泰奥·阿里巴热作为替补选手一同进入2023年法国南部网球公开赛双打正赛，完成了他的ATP巡回赛正赛首秀。2023年2月，桑切斯在马赛举行的2023年13网球公开赛上取得了他在ATP巡回赛的首场胜利，他与彼得罗斯·齐齐帕斯搭档，凭借外卡进入正赛并闯入第二轮。6月，桑切斯在2023年法国网球公开赛上取得了他的大满贯首场比赛胜利。他与泰奥·阿里巴热搭档，凭借外卡进入正赛。
他还获得了2024年法国网球公开赛的外卡，与亚历山大·穆勒搭档参赛。在2025年法国网球公开赛获得外卡与尤丽叶·贝尔格拉弗搭档混合双打。